# Ivan Sutherland (roer)
Ivan Carl Sutherland (født 15. september 1950 i Blenheim, New Zealand) er en newzealandsk tidligere roer.
Sutherland vandt bronze i otter ved OL 1976 i Montreal. Den newzealandske båd bestod desuden af Trevor Coker, Peter Dignan, Lindsay Wilson, Joe Earl, Dave Rodger, Alec McLean, Tony Hurt og styrmand Simon Dickie. Newzealænderne sluttede på tredjepladsen i finalen efter Østtyskland og Storbritannien.
Sutherland vandt desuden to VM-medaljer, en sølvmedalje i firer uden styrmand ved VM 1977 i Holland og en bronzemedalje i otter ved VM 1978 på hjemmebane i New Zealand.

## OL-medaljer
- 1976:  Bronze i otter